# セイヨウカリン
セイヨウカリン（西洋花梨、Mespilus germanica）は、南西アジアまたは南東ヨーロッパ原産の落葉性低木で、果樹として利用される。英語名はメドラー（medlar または common medlar）。かつてはセイヨウカリン属の唯一の種だったが、1990年にアメリカ中部で第2の種 Mespilus canescens （Stern's medlar）が発見された。
果実の性質がカリンに似ている（下述）ためセイヨウカリンという名がついているが、カリンは単型のカリン属であり属が異なる。またマルメロのことをセイヨウカリンと呼ぶこともあるが、マルメロも単型のマルメロ属であり別属である。見かけはむしろビワによく似ているため、ビワを英語では"Japanese Medlar"とも呼ぶ。系統的に（M. canescens の次に）近いのはサンザシ属 (Cretaegus) である。

## 特徴
温暖で乾燥した土地によく育つ。春に白い花が咲き、長い萼は果実が熟しても残る。果実は直径2-3cmの卵形の梨状果で、秋に赤褐色に熟す。秋の紅葉も美しい。

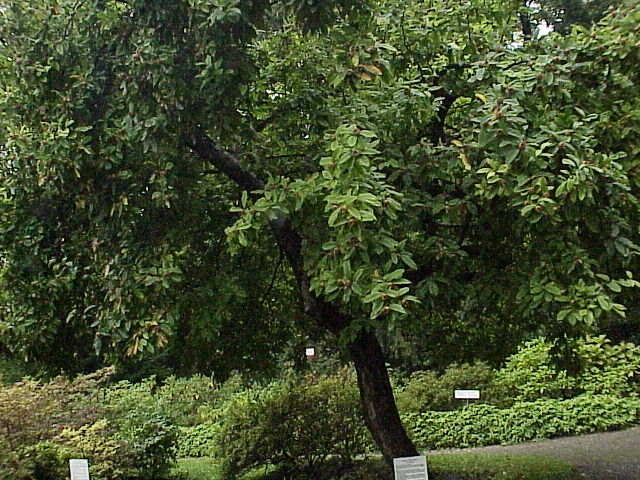
全体
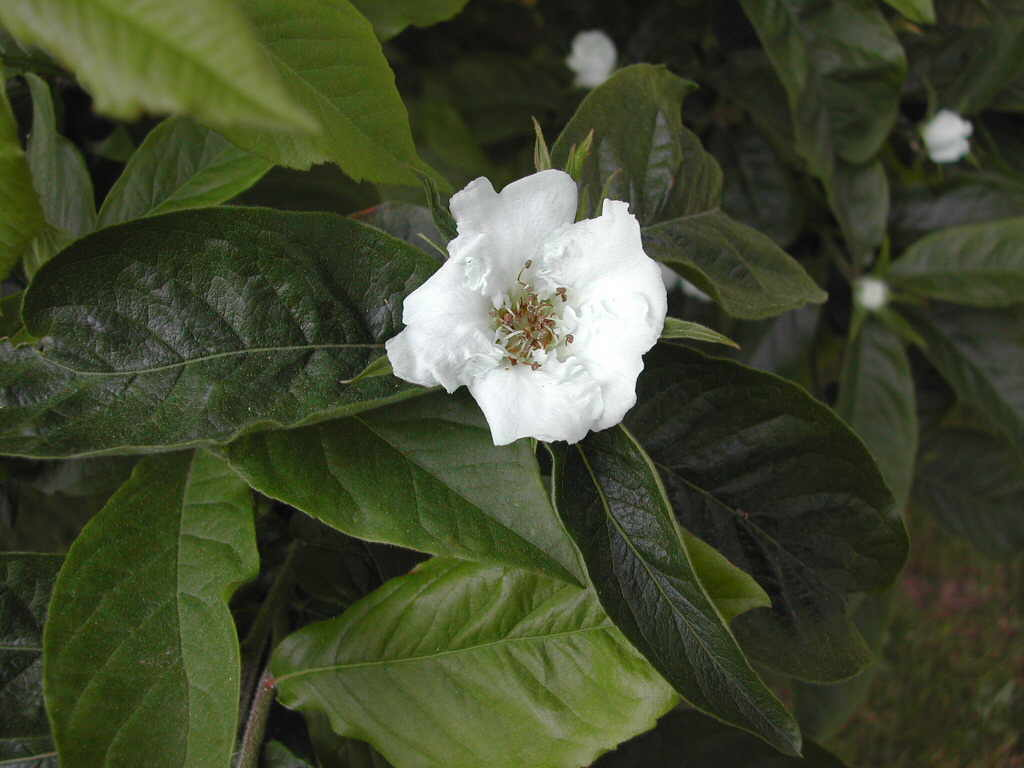
花
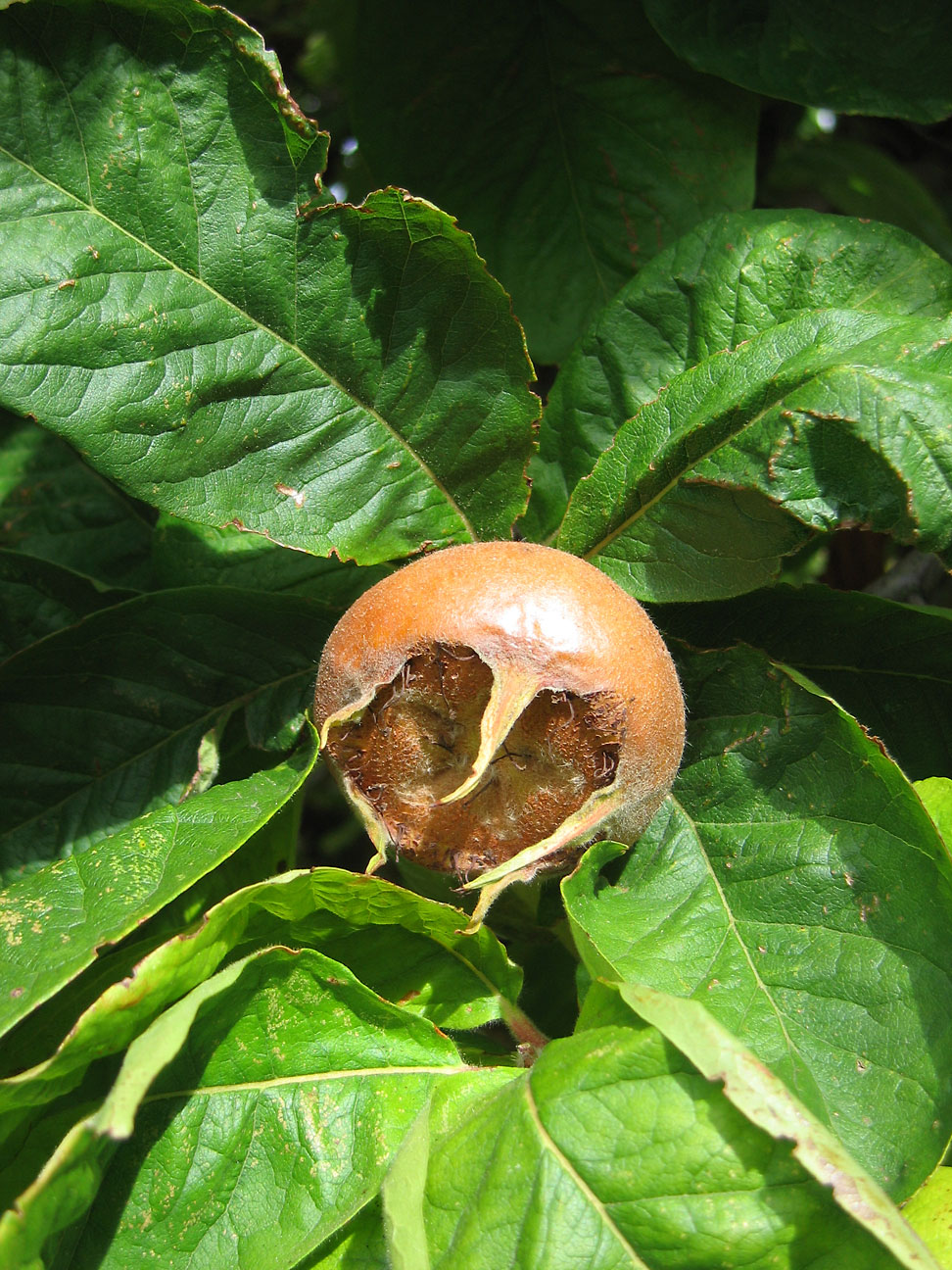
果実
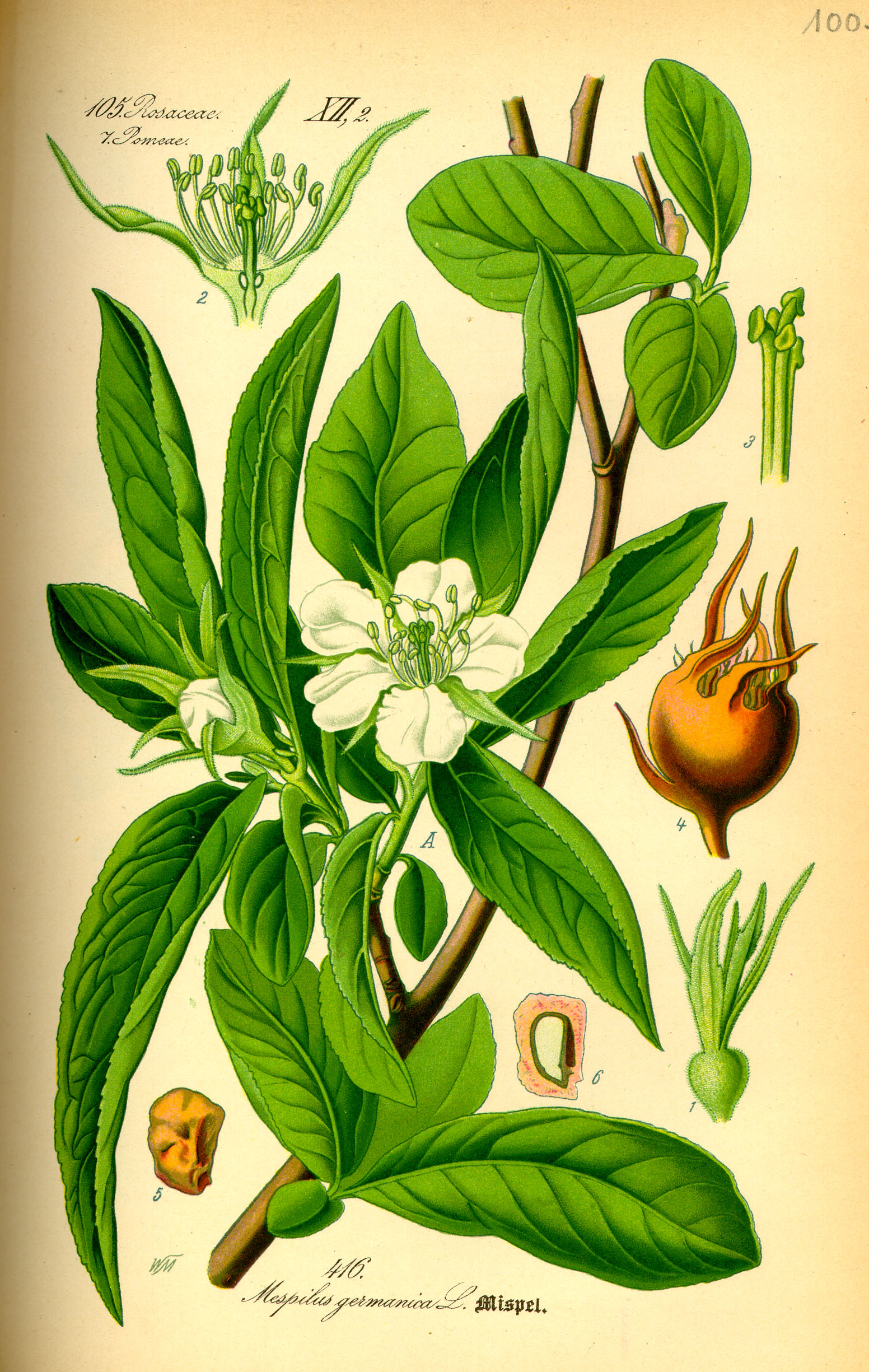
図

## 利用
果実は硬く酸味が強いので、食べる前に霜に当てたり長期間貯蔵したりする必要がある。こうすると表面にしわが寄って（干からびたようにみえるが）内部は柔らかくなり香りもよくなる。果実酒やジャムにもする。シェリー酒は、西洋花梨から作られる。古代ギリシアから中世にかけては重要な果物だったが、その後リンゴやセイヨウナシなどが普及するとあまり省られなくなった。